# João Oliva
João Victor Marcari Oliva (São Paulo, 2 de fevereiro de 1996) é um ginete de elite brasileiro. Ele participou do hipismo nos Jogos Olímpicos de Verão de 2016 no Rio de Janeiro, onde finalizou em décimo lugar no adestramento por equipes e na quadragésima sexta posição no adestramento individual, e voltou nos Jogos Olímpicos de 2020 em Tóquio, ficando em vigésimo sexto no individual.
Oliva também foi representante do Brasil nos Jogos Equestres Mundiais em 2014. No ano seguinte, em 2015, conquistou a medalha de bronze na categoria de adestramento por equipes nos Jogos Pan-Americanos.
Ele é filho de Hortência Marcari, vice-campeã olímpica de basquete em 1996.